# 1961
| 1961                                                                     |
| ------------------------------------------------------------------------ |
| Dødsfald - Fødsler                                                       |
| • Begivenheder • Film • Litteratur • Musik • Politik • Sport • Videnskab |

| Gregoriansk kalender | 1961 MCMLXI             |
| Ab urbe condita      | 2714                    |
| Armensk kalender     | 1410 ԹՎ ՌՆԺ             |
| Kinesiske kalender   | 4657 – 4658 庚子 – 辛丑 |
| Etiopisk kalender    | 1953 – 1954             |
| Jødisk kalender      | 5721 – 5722             |
| Hindukalendere       |                         |
| - Vikram Samvat      | 2016 – 2017             |
| - Shaka Samvat       | 1883 – 1884             |
| - Kali Yuga          | 5062 – 5063             |
| Iransk kalender      | 1339 – 1340             |
| Islamisk kalender    | 1381 – 1382             |

Konge i Danmark: Frederik 9. 1947-1972
Se også 1961 (tal) og 1961 (film)

## Begivenheder

### Januar
- 1. januar – P-pillen kommer i handel i England.
- 1. januar - Sovjet sender nytårshilsen til USA med et ønske om bedre forhold mellem de to lande. Modsat svømmer aviserne i Kina over med hadefulde og forvrængede udtalelser mod den kommende præsident[kilde mangler]
- 3. januar - USA bryder de diplomatiske bånd til Cuba
- 3. januar - planen er at nedsætte amts- og statsskatterne i Danmark
- 3. januar - en beruset finsk pilot er skyld i, at et passagerfly styrter ned ved Vaasa. 25 mister livet
- 4. januar – Verdens langvarigste strejke slutter efter 33 års forløb i København. Strejken var begrundet med ansættelsen af barbersvende i København
- 4. januar - I staten Idaho eksploderer en atom-reaktor. Tre militærpersoner omkommer
- 4. januar - det oplyses at 13 millioner mennesker er fragtet over Øresund i 1960
- 5. januar - Flygtninge fra Castros regime på Cuba, samler våben i USA til en kontrarevolution
- 6. januar - En storstrejke i Belgien, udvikler sig i byen Liege til barrikadekampe
- 8. januar - 70% stemmer ved en folkeafstemning ja til et selvstændigt Algier. Folkeafstemningen var præsident de Gaulles plan
- 11. januar - Hotellet ved navn Valdemar i Vordingborg nedbrænder - uden tab af menneskeliv
- 12. januar - den norske prinsesse Astrid bliver gift med Johan Martin Fermer
- 15. januar - Sct. Olai Kirke indvies som domkirke for Helsingør stift
- 15. januar - Dansk Jernbane-Klub bliver stiftet i DSB's Kino på Hovedbanegården
- 17. januar - I Sovjet indleder Khrustjev en kampagne mod drukkenskab og hjemmebrænding[kilde mangler]
- 18. januar - historiens mindste valgsejr bliver vundet i Zanzibar, da det pro-Shiraziske Parti vinder hele valget med kun én stemmes flertal
- 19. januar - NATO foreslår at Danmark overtager kommandoen over de tyske tropper i Slesvig-Holstein
- 20. januar – John F. Kennedy indsættes som USAs præsident. Han afløser Dwight D. Eissenhower
- 21. januar - misvækst i Kina udløser den største levnedsmiddelkrise i 100 år
- 21. januar - dronning Elizabeth og prins Philip indleder en seks ugers rundrejse i Indien, Pakistan, Nepal og Iran
- 27. januar - I Congo svækkes FN-Styrker, da Den forenede arabiske Republik, bestående af Marokko, Indonesien og Guinea trækker 5.000 mand tilbage[kilde mangler]
- 31. januar - I USA overlever en chimpanse en rumrejse i 250 km. højde over en strækning på 465 km.

### Februar
- 1. februar - USA lykkedes med at affyre en 18 m. lang interkontinental raket på 30 tons og en rækkevidde på 10.000 km.
- 5. februar - Mærsk-fragtskibet Loust Mærsk synker i japansk farvand, efter en kollison. 5 af 47 besætningsmedlemmer omkommer
- 11. februar - I den portugisiske koloni Angola, Vestafrika bliver der gjort et oprørsforsøg
- 13. februar - Det bekræftes at den tidligere regeringschef for Congo, Patrice Lumumba er fundet dræbt i Katanga
- 14. februar - Sovjet kritiserer i voldsomme vendinger FN's Dag Hammerskjold og ønsker ham afsat og Congo-aktionen stoppet
- 14. februar - i Danmark fejrer Højesteret 300-års stiftelsesfest
- 15. februar - USA udtaler i FN sin støtte til Dag hammerskjold og Congo-aktionen
- 16. februar - i FN udtaler et flertal af stater deres støtte til Congo-politikken
- 18. februar - på Hedehuse station kører lyntoget Vesterhavet op i et andet tog. Det betegnes som et mirakel, at ingen omkommer. 36 bliver kvæstet
- 19. februar - Dansk Melodi Grand Prix 1961 bliver afholdt på Fredericia Teater. Dario Campeotto vinder
- 20. februar - et antal afrikanske og asiatiske stater beder FN stoppe myrderierne i Congo
- 22. februar - USA tilbyder Sovjet et fredeligt samarbejde
- 25. februar - Lumumba-tropper besætter flere områder i Congo, uden at møde modstand

### Marts
- 1. marts - I Congo skifter mange af oberst Mobutos tropper side og støtter nu Lumumba-styrkerne
- 2. marts - USA turer Sovjet med krig, hvis de griber ind i FN's arbejde i Congo. Samtidig fraråder USA Afrika at søge Sovjet-hjælpen
- 4. marts - den tyske D-mark revalueres med 5%
- 4. marts - under optagelserne til storfilmen Cleopatra, bliver Elizabeth Taylor indlagt på et hospital i London. I næsten én måned svæver hun mellem liv og død
- 5. marts - den hollandske gylden revalueres med 5%
- 6. marts - i Paris bliver en dansk fotomodel arresteret; Hun er kæreste med Raymond Rolland, der afsløres som hovedmanden bag bortførelsen af den franske bilkonge Peugeots 4-årige søn
- 8. marts - videnskaben fastslår, at 450.000 danskere lider af psykiske lidelser
- 9. marts - Dalai Lama appellerer i FN om retablering af Tibets uafhængighed
- 12. marts - Congo opdeles i 8 stater, der forenes i et statsforbund
- 12. marts - det lykkes fire unge bjergbestigere at bestige Eigertinde fra nordsiden, som de første
- 14. marts - Portugals hårdhændede kolonipolitik i Angola ønskes undersøgt af FN
- 15. marts - den franske regering indleder fredsforhandlinger med FLN i Algeriet
- 15. marts - Svend Nielsen, nationalbankdirektør advarer nok engang om, at man ved årets overenskomstforhandlinger presser indtægterne op på et niveau, der ikke svarer til samfundets velstand
- 18. marts - Paris rammes af bombeattentater udført af franske nationalister, som protest mod fredsforhandlingerne i Algeriet
- 22. marts - for at modarbejde kommunistisk infiltration i underudviklede lande, beder den amerikanske præsident Kennedy kongressen om 50 milliarder kroner
- 23. marts - 3 millioner østtyskere er flygtet til vest siden 1945 og stabschef Walther Ulbricht ønsker mindre politisk pres på værdifulde borgere
- 24. marts - prinsesse Anne-Marie bliver konfirmeret i Fredensborg slotskirke
- 25. marts - italienske retsmedicinere fastslår, at cykelrytteren Enemarks død under OL skyldes hedeslag og ikke doping
- 28. marts - Sverige og Danmark når til enighed om at afskaffe toldgoder på Helsingør-Helsingborg overfarten
- 28. marts - USA og England truer Sovjet med krig omkring situationen i Laos, hvor en kommunistisk bandekrig hærger
- 31. marts - i Evian dræbes borgmesteren ved et bombeattentant af franske nationalister. Byen skulle have været vært for fredsforhandlingerne med Algeriet

### April
- 1. april - Moskva går ind for våbenhvile i Laos
- 3. april - ved atombasen Holy Loch i Skotland observeres russiske russiske trawlere med virksomme radiosendere. Området anses ellers for uegnet til fiskeri
- 4. april - USA modsætter sig et forslag om at atomudruste NATO-styrker
- 11. april - i Jerusalem bliver Adolf Eichmann stillet for retten, for drab af 6 millioner jøder
- 12. april – Jurij Gagarin bliver det første menneske i rummet i Vostok 1.
- 15. april – Svinebugtaffæren, en CIA-operation, mislykkedes i forsøget på at invadere Cuba og vælte Fidel Castro
- 20. april - i Angola bliver de portugisiske tropper sat ind for at stoppe terroristerne
- 21.-26. april - Generalkuppet i Algier slår fejl, bl.a. på grund af præsident de Gaulles fjernsynstale 23. april
- 24. april - Regalskeppet Vasa bliver bjerget i Stockholm
- 25. april - Robert Noyce gives patent på et integreret kredsløb
- 28- april - i Vesttyskland bliver den tidligere politiker Alfred Frenzel idømt 15 års fængsel for spionage til fordel for Tjekoslovakiet
- 30. april - Fremmedlegionens 1. Faldskærmsregiment (1° REP) opløses på grund af deltagelsen i kuppet

### Maj
- 1. maj - Cubas præsident Fidel Castro meddeler, at der ikke vil komme flere folkevalg på Cuba
- 5. maj - USA's første rumflyvning lykkedes og foretages af Alan Shepard
- 8. maj - De Gaulle lover Algier fred og selvstændighed
- 9. maj - i Danmark afblæser landbruget deres trusler om et et fødevarestop, da regeringen lover de 425 millioner i statsstøtte, som langbruget har krævet
- 12. maj - Erna Vivi Wahle, kasser for orkesterforeningen i Aarhus, myrdes på sin arbejdsplads
- 15. maj - sydkoreanske officer gennemfører et statskup
- 20. maj - i Evian starter fredsforhandlingerne med Algier. Frankrig starter forhandlingerne med at indstille alle krigshandlinger og frigiver 6.000 algierske fanger
- 25. maj -  Præsident John F. Kennedy meddeler i USA's Kongres, at der i USA skal igangsættes et projekt, der skal få en "mand på månen" inden udgangen af årtiet
- 25. maj - Toni Avril Gardiner, 20 årig telefonistinde bliver gift med kong Hussein af Jordan
- 27. maj - KLM har fordoblet sit underskud i forhold til sidste år
- 28. maj - for sidste gang kører Orient-ekspressen fra Paris til Bukarest
- 29. maj - det besluttes at stoppe passtemplingerne pr. 15 juni d.å. ved den dansk-tyske grænse og samtidig halveres importrettighederne på spiritus
- 30. maj - en folkeafstemning er der flertal for stemmeret for de 21 årige danskere
- 31. maj - i den Dominikanske Republik bliver diktatoren general Rafael Trujillo myrdet
- 31. maj - i Sydafrika afsluttes 155 års tilknytningsforhold til Storbritannien og landet bliver en republik

### Juni
- 1. juni - i en forstad til Paris, styrter undergrunden sammen, og 20 huse forsvinder i dybet. 20 mister livet og 60 bliver kvæstet
- 3. juni - i Wien er der topmøde mellem Khrustjov og Kennedy, hvor verdensproblemerne bliver diskuteret over 3 1/2 time
- 5. juni - i Paris bliver 11 muslimske terrorister skudt ned under en gadekamp
- 7. juni - i Laos blusser krigen op igen
- 8. juni - den amerikanske præsident Kennedy har fået dårlig ryg og skal gå med krykker en tid
- 9. juni - USA beder Sovjet håndhæve våbenhvilen i Laos
- 9. juni - FN opfordrer Portugal til at indstille bekæmpelse af modstandsbevægelsen i Angola
- 15. juni - årets overenskomster har resulteret i store lønstigninger til danskerne og som resultat af dette er priserne steget 15-16%
- 19. juni - Portugal beskyldes anklages for massedrab på de indførte i Angola. Beskyldningerne kommer fra den britiske baptistkirke
- 24. juni - 100.000 gratulanter fejrer hjuldamperen Hjejlens 100 års fødselsdag
- 26. juni - den Irakiske hersker, Kassem turer med at besætte Kuwait, som han ser som en del af Irak
- 29. juni - England gør militæret parat i Kuwait

### Juli
- 1. juli - til stor glæde i Kuwait, ankommer de engelske landgangstropper, der skal forsvare grænsen mod Irak
- 1. juli - Khrustjov beskylder Mao for at opildne til verdenskrig
- 4. juli - Curt Nicolin afløser Åke Rusck som administrerende direktør for SAS
- 4. juli - Walt Disney taler ved årets Rebildfest
- 7. juli - Danmarks første drive-in bio bliver afholdt i en grusgrav ved Farum. 5-600 indfinder sig på premiereaftenen
- 9. juli - i Moskva gennemføres en stor magtparade
- 10. juli - det portugisiske passagerskib Save grundstøder i en storm ud for den afrikanske østkyst. 250 omkommer
- 12. juli - USA sender satellitter i kredsløb om jorden
- 14. juli - i Danmark mener Vejdirektoratet at Lillebæltsbroen er blevet for lille og en ny 4-spors hængebro bør bygges
- 14. juli - Danmark oplever den vådeste sommer i mands minde og flere huse oversvømmes denne dag
- 19. juli - uenighed om den franske base Bizertas udløser krig mellem Frankrig og Tunis
- 20. juli - 600 meldes dræbt i krigen mellem Frankrig og Tunis og sidstnævnte henvender sig til Sikkerhedsrådet
- 21. juli - Virgil Grissom gennemfører USA's anden rumflyvning
- 21. juli - Skibsreder Jørgen Jensen sælger alle sine skibe til svensk rederi
- 22. juli - FN stopper krigen mellem Frankrig og Tunis

### August
- 1. august - Cyrille Adoula bliver valgt til premierminister i Congo
- 2. august - fra 1960 til 61 er Danmarks svinebestand steget med 1 million svin til 7 millioner
- 4. august - Underhuset vedtager, at Storbritannien skal indlede forhandlinger om optagelse i EF
- 6. august – Sovjetunionen sender sit andet bemandede rumskib, Vostok 2 op, som sætter kosmonauten German Titov i kredsløb om Jorden.
- 7. august - Titov lander med Vostok 2 efter at have tilbragt over et døgn i rummet, som det første menneske. Efter 25 timer og 18 minutter landede han velbeholden på Jorden
- 8. august - et passagerfly støder mod en fjeldryg ved Stavanger. De ombordværende er 34 børn og 2 lærere fra Croydon nord for London. Alle inkl. 3 besætningsmedlemmer omkommer
- 12. august - DDR's leder Walter Ulbricht underskriver et dekret om opførelse af en mur mellem Østberlin og Vestberlin, grænsen lukkes samme nat og opførelsen af Berlinmuren begynder næste morgen
- 13. august – Opførelsen af Berlinmuren mellem Vestberlin og Østberlin påbegyndes
- 15. august - Berlinmurens opførelse påbegyndes
- 18. august - et nyt stort olieraffinaderi bliver indviet ved Kalundborg
- 27. august - danskerne flokkes til Gedser for at se rutebåden Seebad Warnemünde, hvorfra man har set flere dramatiske afhopninger fra Østtyskland
- 29. august - Chamonix, Frankrig bliver Vallée Blance svævebanen ramt af et fransk jagerfly på øvelse. Flere kabiner styrter 150 meter ned i dybet og 6 personer omkommer. I løbet af natten lykkedes det at redde 81 passager i 39 tilbageværende kabiner
- 30. august - efter 3 års pause genoptager Sovjet sine atombombeforsøg

### September
- 2. september - dagbladet Dagens Nyheder ophører
- 10. september - kort efter starten fra lufthavnen i Shannon, styrter et amerikansk fly med 83 ned. Alle omkommer
- 12. september - Indre Mission i Danmark fejrer 100 års jubilæum
- 15. september - Adnan Menderes, Tyrkiets tidligere ministerpræsident og præsident Celal Bayar dødsdømmes. Dommen bliver udstedt for korruption og magtmisbrug. Dødsdommen for Menderes effektueres samme år, mens Bayar bliver frigivet i 1963
- 18. september – Den svenske generalsekretær for FN siden 1953, Dag Hammarskjöld omkommer ved flystyrt i Nordrhodesia på vej til Sydafrika for at medvirke til løsning af landets raceproblemer. Han blev 56 år gammel
- 28. september - i en kæmpebrand på Aarhus havn, brænder Karens Mølle ned til grunden
- 28. september - et militærkup i Damaskus sætter en stopper for den Forenede Arabiske Republik, som var en union mellem Syrien og Egypten

### Oktober
- 9. oktober -  Englands yngste konservative MP, Margaret Thatcher udnævnes vice-minister for det britiske Ministry of Pensions and National Insurance
- 17. oktober - politiet i Paris åbner ild mod algeriske demonstranter og foranstalter en massakre med omkring 200 døde
- 20. oktober - Sovjetunionen gennemfører den første test af affyringen af et ballistisk missil fra en ubåd
- 25. oktober - i FN vedtages det danske resolutionsforslag, der henstiller til Sovjet om ikke at foretage en prøvesprængning af den såkaldte superbombe
- 26. oktober - i Bruxelles siger Danmark ja til at indtræde i det europæiske fællesmarked
- 27. oktober - våbenstilstand i Congo-provinsen Katanga.
- 30. oktober – den sovjetiske brintbombe Tsar Bomba, blev detoneret over Novaja Zemlja i det nordlige Rusland

### November
- 14. november - i DDR bliver Stalinstatuer fjernet, og gader og byer, opkaldt efter den afdøde diktator, omdøbes

### December
- 15. december - i Jerusalem dømmes Adolf Eichmann til døden efter at være fundet skyldig i 15 anklager, bl.a. forbrydelser mod menneskeheden, forbrydelser mod det jødiske folk og medlemskab af en ulovlig organisation
- 18. december - Indonesien invaderer Nederlandske New Guinea

## Født

### Januar
- 1. januar – Jeanne Boel, dansk sangerinde og skuespillerinde.
- 5. januar – Anna Lindmarker, svensk journalist og nyhedsoplæser.
- 15. januar – Peter Kær, dansk tv-vært.

### Februar
- 21. februar – Christopher Atkins, amerikansk skuespiller.

### Marts
- 3. marts – Bodil Jørgensen, dansk skuespillerinde.

### April
- 3. april – Eddie Murphy, amerikansk skuespiler.
- 8. april – Lars Bom, dansk skuespiller.

### Maj
- 6. maj – George Clooney, amerikansk skuespiller.
- 14. maj – Tim Roth, engelsk skuespiller.
- 17. maj – Enya, irsk sangerinde og sangskriver.
- 28. maj – Frank Jensen, tidligere minister og overborgmester i København.

### Juni
- 14. juni – Boy George, engelsk sanger.
- 24. juni – Iain Glen, skotsk skuespiller.

### Juli
- 1. juli – Diana, engelsk prinsesse (død 1997).
- 8. juli – Toby Keith, amerikansk countrysanger.
- 18. juli – Elizabeth McGovern, amerikansk skuespillerinde.
- 26. juli – Keiko Matsui, japansk keyboardspiller og komponist.

### August
- 4. august – Barack Obama, amerikansk præsident.
- 8. august – The Edge, guitarist i U2.

### September
- 22. september – Bonnie Hunt, amerikansk skuespillerinde.
- 25. september – Heather Locklear, amerikansk skuespillerinde.
- 26. september – Charlotte Fich, dansk skuespillerinde.
- 29. september – Julia Gillard, australsk politiker.
- 30. september – Eric Stoltz, amerikansk skuespiller.

### Oktober
- 25. oktober – Chad Smith, amerikansk trommeslager i Red Hot Chili Peppers
- 27. oktober – Ole Rasmussen, dansk journalist og redaktør på Politikens At tænke sig.
- 31. oktober – Alain Portes, fransk håndboldtræner og tidligere håndboldspiller.
- 31. oktober – Peter Jackson, newzealandsk filminstruktør.

### November
- 19. november – Pernille Svarre, dansk tidligere verdensmester i femkamp.
- 19. november – Meg Ryan, amerikansk skuespillerinde.
- 28. november – Morten Kjeldsen, dansk musiker og producer.

### December
- 8. december – Line Baun Danielsen, dansk journalist, studievært og ishockeyspiller.
- 12. december – Daniel O'Donnell, irsk sanger.
- 28. december – Kent Nielsen, dansk fodboldspiller og -træner.
- 30. december – Douglas Coupland, canadisk forfatter.
- 30. december – Bill English, newzealandsk politiker.

## Dødsfald

### Januar
- 4. januar – Erwin Schrödinger, østrigsk fysiker og nobelprismodtager (født 1887)
- 7. januar – Hans Ove Lange, dansk direktør og grundlægger (født 1877)
- 9. januar – Emily Greene Balch, amerikansk forfatter, pacifist og nobelprismodtager (født 1867)
- 14. januar – Barry Fitzgerald, irsk skuespiller (født 1888)
- 20. januar – Hans Brix, dansk litteraturhistoriker og professor (født 1870)

### Februar
- 5. februar – George Schnéevoigt, dansk filminstruktør (født 1893).
- 9. februar – Johannes Tidemand-Dal, dansk arkitekt (født 1882).
- 12. februar – Aage L. Rytter, dansk direktør, politiker og minister (født 1900)
- 17. februar - Frederik Hegel, tidligere direktør for Gyldendal (1880)
- 20. februar – Percy Grainger, australsk-amerikansk komponist og pianist (født 1882).
- 26. februar – H.P. Hansen, dansk forfatter, museumsforstander og æresdoktor (født 1879)
- 26. februar - Kong Muhammed 5. af Marokko (1909)

### Marts
- 5. marts – Kjeld Abell, dansk dramatiker (født 1901).
- 20. marts – Morten Reesen, dansk komponist (født 1928).
- 21. marts - Axel Salto, maler og keramiker (født 1889)

### April
- 4. april - Carsten Høeg, Professor, dr. phil. og jur. (født 1896)
- 6. april – Jules Bordet, belgisk læge og nobelprismodtager (født 1870)
- 9. april - Ahmet Zogu, ekskonge i Albanien
- 21. april – Jean Gauguin, dansk billedhugger (født 1881).

### Maj
- 9. maj – Victor Cornelius, dansk komponist, pianist og sanger (født 1897).
- 13. maj – Gary Cooper, amerikansk skuespiller (født 1901).
- 27. maj – Vilhelm Wanscher, dansk kunsthistoriker (født 1875).

### Juni
- 6. juni – Anker Engelund, dansk ingeniør, professor og rektor (født 1889).
- 6. juni – Carl Gustav Jung, svejtsisk læge og psykiater (født 1875).
- 6. juni – Thorkild Roose, dansk skuespiller og instruktør (født 1874).
- 9. juni – Povl Engelstoft, dansk historiker og redaktør (født 1876).
- 9. juni – Ragna Grubb, dansk arkitekt (født 1903).
- 11. juni – Hulda Didrichsen, dansk skuespiller (født 1878).
- 18. juni – Lis Jacobsen, dansk forfatter og filolog (født 1882).
- 25. juni – Erling Kristensen, dansk forfatter (født 1893).
- 30. juni – Lee De Forest, amerikansk opfinder (født 1873).

### Juli
- 2. juli – Ernest Hemingway, amerikansk forfatter (født 1899).
- 2. juli – Pola Gauguin, dansk/norsk maler, kunstkritiker og pædagog (født 1883).
- 4. juli – Knud Pheiffer, dansk revyforfatter og -direktør (født 1909)
- 18. juli - Margot Lander Nyholm, prima ballerina, Det Kg. Teater (født 1910)

### August
- 2. august – Christian Eriksen, dansk skuespiller (født 1897).
- 6. august – Ejnar Dyggve, dansk arkitekt og arkæolog (født 1887)
- 7. august - Frank Buchman, stifter af Moralsk Oprustning (født 1878)
- 16. august – F.E. Jensen, dansk generaldirektør (DR) (født 1891).
- 25. august – Morris Travers, engelsk kemiker (født 1872).
- 30. august – Charles Coburn, amerikansk skuespiller (født 1877).

### September
- 11. september – Vilhelm Lorenzen, dansk historiker (født 1877).
- 18. september – Dag Hammarskjöld, svensk FN-genralsekretær og nobelprismodtager (født 1905). – flyulykke
- 19. september – Thorvald Pedersen, dansk medicinalproducent og grundlægger (født 1887).

### Oktober
- 11. oktober – Chico Marx, amerikansk skuespiller (født 1887).
- 15. oktober – A.S.K. Lauritzen, dansk arkitekt (født 1871).

### November
- 8. november – Jais Nielsen, dansk maler og keramiker (født 1885).
- 11. november – Marius Jacobsen, kgl. dansk kammersanger (født 1894).
- 12. november – Max Hansen, dansk skuespiller (født 1897).

### December
- 20. december – Johannes Larsen, dansk tegner og maler (født 1867).
- 22. december – Johanne Fritz-Petersen, dansk skuespiller (født 1879).

## Nobelprisen
- Fysik – Robert Hofstadter
- Kemi – Melvin Calvin
- 19. oktober - Medicin – Georg von Békésy
- Litteratur – Ivo Andric
- 23. oktober - Fred – Dag Hammarskjöld (Sverige), generalsekretær for FN (tildelt efter hans død).

## Sport
- 18. juni - Sverige vinder 2-1 over Danmark i Idrætsparken
- Harald Nielsen bliver kåret som Årets Fodboldspiller i Danmark i en ny konkurrence startet af dagbladet Aktuelt.
- Ryder Cup, golf – USA 14½-Storbritannien 9½
- Esbjerg fB bliver danske mestre i fodbold
- 11. maj – AGF vinder DBU's Landspokalturnering for fjerde gang ved at vinde med 2-0 over KB i Idrætsparken
- 15. oktober - i Københavns Idrætspark, vinder Danmark 9-1 over Finland

## Musik
- 18. marts - Luxembourg vinder årets udgave af Eurovision Song Contest, som blev afholdt i Cannes, Frankrig, med sangen "Nous les amoureux" af Jean-Claude Pascal
- 11. april - Bob Dylan har sin professionelle sanger-debut, da han om aftenen synger i Greenwich Village i New York City. Han sang blandt andet Blowin' in the Wind

## Film
- 15. maj - indspilning af filmen Lawrence of Arabia påbegyndes

## Bøger
- Punkt 22 – Joseph Heller
- Stranger in a Strange Land – Robert A. Heinlein

## Kuriosum
Er dette årstal skrevet med en af de skrifttyper, hvor tallet 1 vises som en lodret streg, giver det samme resultat, når årstallet læses på hovedet. Det samme gjaldt sidste gang for året 1881, og det sker ikke igen før i år 6009.